# Pon de Replay
"Pon de Replay" é uma canção da cantora barbadense Rihanna, gravada para o seu álbum de estreia Music of the Sun. Foi composta e produzida por Vada Nobles, Evan Rogers e Carl Sturken, com auxílio de Alisha Brooks na escrita. Antes de assinar um contracto discográfico com a Def Jam Recordings, a cantora foi descoberta no seu país natal em Barbados pelo produtor Rogers, que tratou de todos os detalhes para que a artista fosse direta para Nova Iorque. Num estúdio local, gravou algumas faixas demo para serem enviadas para algumas editoras, incluindo o tema. O seu lançamento ocorreu a 24 de maio de 2005 nos Estados Unidos em disco de vinil pela Def Jam, marcando o single de estreia de Rihanna.
A editora discográfica acabou por enviar a obra para as rádios norte-americanas a 14 de junho de 2005, lançando posteriormente a 22 de agosto do mesmo ano na loja digital iTunes de vários países, incluindo o Brasil, Estados Unidos e Portugal. Mais tarde, a 11 de outubro, também foi comercializado em CD single e maxi single na Alemanha e no Reino Unido. A nível musical, a canção deriva de origens estilísticas de dance-pop e R&B, que infunde som eletrónico com uma mistura de suave de ritmos caribenhos. A sua sonoridade é composta através dos vocais, juntando acordes de guitarra e teclado. Liricamente, o tema concentra-se no pedido da cantora em pedir ao DJ para aumentar o volume da sua música preferida.
Os críticos de música contemporânea fizeram análises positivas à canção após o lançamento do disco, prezando a sua composição e a boa opção como escolha de single de estreia. A obra obteve um desempenho comercial positivo, conseguindo chegar à segunda posição da Billboard Hot 100 dos Estados Unidos e a Recording Industry Association of America (RIAA) acabou por atribuir dois galardões de platina à canção. Contudo, foi na Nova Zelândia que conseguiu escalara até ao topo da tabela musical do país. Na Europa, conseguiu atingir as dez primeiras posições de vários outros países, como a Alemanha, Áustria, Dinamarca, Irlanda, Noruega, o Reino Unido, e Suíça. Na Austrália conseguiu chegar ao sexto lugar da ARIA Singles Chart, e posteriormente a Australian Recording Industry Association (ARIA) certificou a faixa com disco de platina, pelas mais de 70 mil descargas digitais vendidas.
O vídeo musical, dirigido por Little X, foi disponibilizado a 6 de julho de 2005 na loja da Apple, iTunes Store. As filmagens decorreram numa discoteca, onde chega a Rihanna com duas amigas, contudo, o grupo sente que a atmosfera parece estar sem brilho devido ao baixo volume da música (referência à letra da canção). Posteriormente, a cantora promete fazer com que o DJ aumente o som, subindo de seguida para uma plataforma, com um top e umas calças largas. O tema foi destacado nas categorias Best Dance Single e Song of the Year na cerimónia de 2006 dos Barbados Music Awards, e ainda em Best New Artist in a Video nos Japan Video Music Awards. A faixa recebeu várias interpretações ao vivo como parte da sua divulgação, como na pré-festa da edição de 2005 dos Video Music Awards, e inclusive esteve no alinhamento da digressão mundial The Good Girl Gone Bad Tour, posteriormente gravada e tornada no primeiro álbum de vídeo da artista, Good Girl Gone Bad Live, em que a atuação de "Pon de Replay" foi selecionada como abertura do DVD.

## Antecedentes e divulgação

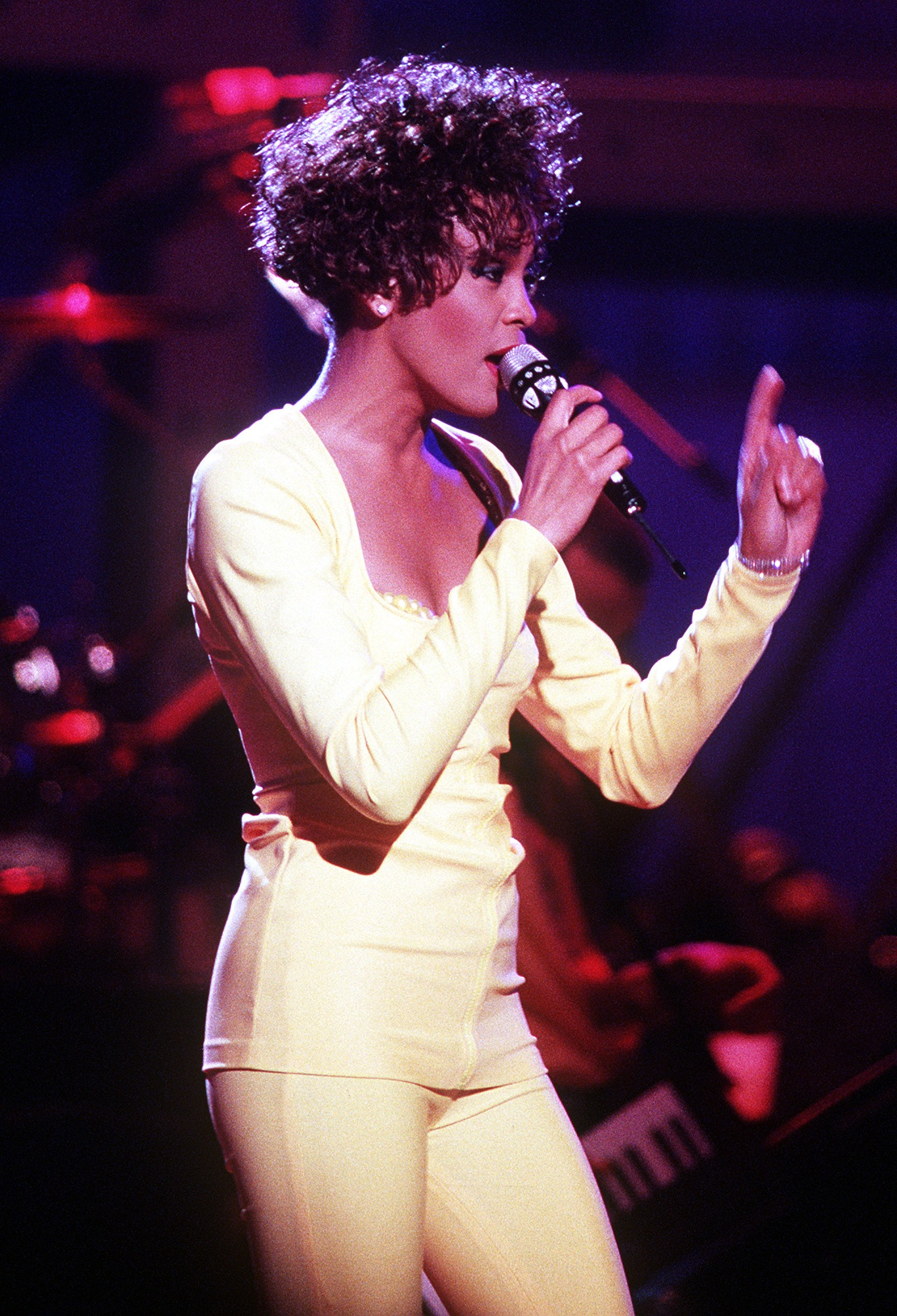
Rihanna cantou "For the Love of You" de Whitney Houston (foto) numa audição para o ex-director da Def Jam Jay-Z.

Antes de assinar um contracto discográfico com a Def Jam Recordings, Rihanna foi descoberta no seu país natal em Barbados pelo produtor Evan Rogers, que tratou de todos os detalhes para que a cantora fosse direta para Nova Iorque. Num estúdio local, gravou algumas faixas demo para serem enviadas para algumas editoras, em que um desses temas era "Pon de Replay". Posteriormente, Jay-Z ouviu uma das cassetes demo gravadas pela barbadense, e junto com L.A. Reid, fizeram uma audição à jovem. Numa entrevista com o jornal The Guardian, Rihanna explicou como se sentia em relação ao facto de ir a uma audição e conhecer Jay-Z, confidenciando que antes de entrar na sala "foi quando ficou realmente nervosa"; "Eu estava do tipo, 'Oh Deus, ele está ali mesmo, não posso olhar, não posso olhar, não posso olhar!' Lembro-me perfeitamente de estar em silêncio. Era muito tímida. Estive com frio o tempo todo. Tinha borboletas [na barriga]. Estava sentada em frente ao Jay-Z. Do tipo, Jay-Zee. Estava vidrada". Durante a oitiva, a cantora interpretou a sua versão de "For the Love of You" por Whitney Houston, "Pon de Replay" e "The Last Time", em que as últimas duas músicas acabaram por ser incluídas no alinhamento do seu disco de estreia, Music of the Sun. Inicialmente, o rapper estava cético sobre a contratação da artista, porque sentiu que "Pon de Replay" era muito grandiosa para a mesma, afirmando que "quando uma música é assim tão grande, é difícil [para um novo artista] voltar. Eu não contrato canções, mas sim músicos".
O tema foi enviado para as rádios norte-americanas a 14 de junho de 2005 através da editora Def Jam Recordings. A 2 de agosto do mesmo ano, foi disponibilizado na iTunes Store de vários países como single de estreia da cantora. Na Europa, foi comercializado em formato vinil e CD single, incluindo remisturas e ainda o teledisco oficial. Recebeu várias interpretações ao vivo como parte da sua divulgação, e inclusive esteve no alinhamento da digressões mundial The Good Girl Gone Bad Tour. Durante a pré-festa da edição de 2005 dos Video Music Awards da MTV, a artista fez uma performance da melodia em conjunto com um DJ e um conjunto de dançarinas. O concerto decorrido na Manchester Arena foi posteriormente gravado em DVD, Good Girl Gone Bad Live, e a canção é a primeira a ser interpretada ao vivo. Em 2006, o filme Bring It On: All or Nothing tratava a história de uma competição entre equipas em que o prémio final era integrar no teledisco da obra. Rihanna fez uma aparência especial como jurada.

## Estilo musical e letra
"Pon de Replay" é uma canção de tempo moderado dance groove que incorpora elementos de estilo dancehall e reggae’, que estão presentes fortemente na cultura musical de Barbados, fundido com o R&B., e produzida por Vada Nobles e pela dupla Carl Sturken e Evan Rogers. A sua gravação decorreu em 2005 no estúdio The Loft Recording Studios, em Bronxville, Nova Iorque. A sua composição foi construída com acordes de guitarra e vocais de apoio. Consiste ainda no uso de teclado por Carl Sturken e Nobles também tratou da sua mistura em conjunto com Jason Groucott. Al Hemberger tratou da gravação e Roy Matthews da assistência de engenharia. Jason Birchmeier da Allmusic escreveu sobre as influências musicais do tema, afirmando que este "é impulsionado pela expansão de batidas leves de dancehall e uma cadência vocal de reggae (e ortografia título), é simplesmente uma canção dance-pop na sua essência, com a norma da língua inglesa de como se canta, assim como um imperdível gancho"." Barry Walters da revista Rolling Stone concordou com a opinião de Birchmeier, afirmando que a obra é "um pedaço de dancehall reggae com batidas sincopadas que lembram o jazz".
A letra foi escrita por Alisha Brooks, Nobles, Sturken e Rogers. De acordo com a partitura publicada pela Alfred Publishing Company, a música é definida no tempo de assinatura moderado de cem batidas por minuto. Composta na chave de fá sustenido menor com o alcance vocal que vai desde da nota baixa de fá sustenido menor de três oitavas, para a nota de alta de dó sustenido de cinco oitavas. Liricamente, a música é sobre pedir ao DJ para reproduzir a música favorita da protagonista, bem como aumentar o entusiasmo e chamar o público para dançar. A própria cantora falou sobre a letra do tema, numa entrevista com o sítio Kidzworld, explicou que "era apenas linguagem natural de Barbados". "É inglês simples. Pon é põe, de significa em, por isso basicamente estou a dizer ao DJ para colocar a minha canção em repetição", afirmou a artista. Doug Rule do jornal Metro Weekly comentou que no verso "Hey Mr. DJ, não vais aumentar o volume da música?" segue os mesmos passos de trabalhos como "Music" de Madonna e "Play" de Jennifer Lopez.

## Receção pela crítica
| Críticas profissionais | Críticas profissionais |
| Avaliações da crítica  | Avaliações da crítica  |
| Fonte                  | Avaliação              |
| ---------------------- | ---------------------- |
| About.com              | [ 21 ]                 |
| Billboard              | (favorável)            |

As críticas após o lançamento da faixa foram geralmente positivas. Jason Birchmeier da Allmusic afirmou que a música é "conduzida por sonoridade dancehall com uma cadência de vocais reggae [...] é uma simples música dance com uma excelente participação de vocais em linguagem inglês padrão. Sal Cinquemani da revista Slant prezou a canção e comparou-a a "Baby Boy" de Beyoncé pela sua mistura "dancehall-pop". Bill Lamb do portal About.com atribuiu quatro estrelas de cinco possíveis, elogiando o single de estreia bem como a cantora recém-chegada à indústria. Lamb complementou a sua análise afirmando que a artista era "uma estrela em formação e esta música de dança cativante irá levá-la ao estrelato". "Parece muito boa para dançar numa noite quente de verão ou escutá-la a partir do carro". Bill adjetivou a faixa como "hipnoticamente cativante", e que a voz da cantora mostra que é capaz de fornecer uma grande variedade de performances vocais, e que a "batida exótica" trabalha para a vantagem da música. Contudo, o analista criticou a letra, afirmando que não se faz notar o suficiente para que seja intelectualmente desafiante ou para provocar a curiosidade sobre o significado do tema.
Um dos editores da revista Billboard escreveu justificando o desempenho comercial de "Pon de Replay" como bem sucedido devido ao ser um "êxito". O crítico continuo a sua análise, afirmando que "a música reggae salta como uma batida contagiante", adjectivando a letra como "simples". Chantal Jenoure do jornal The Jamaica Observer referiu que "em faixas como "Pon de Replay", "Rush", "Let Me", "Music of the Sun" e "That La La La", a cantora traz a vibração de festa usando o dancehall e hip-hop, e essas músicas farão com que se sinta feliz e despreocupado". Kelefa Sanneh do diário The New York Times considerou que "a cantora de Barbados pegou uma boleia na sua batida precisa e de propulsão reggae, o resultado foi um verão de faixas de discotecas mais sedutoras". Liam Colle da publicação PopMatters, em análise ao disco Music of the Sun, revelou que "por mais difícil que seja colocar "Pon de Replay", sem pressionar o botão de repetição, finalmente ouvi o resto do álbum".
Além das críticas profissionais, a música acabou por ser também indicada a vários prémios da indústria musical. Em 2006, na cerimónia de entrega de prémios anual Barbados Music Awards recebeu dois prémios nas categorias de Best Dance Single e Song of the Year. Venceu ainda um galardão em Best New Artist nos MTV Japan Video Music Awards.

## Vídeo musical
O vídeo musical para "Pon de Replay" foi dirigido por Little X. As filmagens decorreram numa discoteca, onde chega a Rihanna com duas amigas, contudo, o grupo sente que a atmosfera parece estar sem brilho devido ao baixo volume da música (referência à letra da canção). Posteriormente, a cantora promete fazer com que o DJ aumente o som, subindo de seguida para uma plataforma, com um top e umas calças largas. A personagem interpretada por DJ Cipha Sons atende ao pedido da artista, e eleva a intensidade sonora. Com isso, as pessoas previamente aborrecidas, começam a dançar ao som da faixa da cantora, incluindo o rapper canadiano Kardinal Offishall, que faz uma aparição numa das cenas. São mostradas várias transições entre o público a movimentar-se no clube e a jovem enconstada a uma parede a cantar. Fenty começa a fazer uma dança do ventre enquanto é iluminada por luzes verdes apontadas para o palco onde está a interpretar a rotina e o tema. Nas cenas finais do teledisco, a multidão começa a juntar-se e realizam vários passos de dança em conjunto, incluindo em forma de comboio humano. O vídeo foi disponibilizado a 6 de julho de 2005 na loja da Apple, iTunes Store.

## Faixas e formatos
A versão digital de "Pon de Replay" contém duas faixas, a edição de rádio com duração de três minutos e trinta e cinco segundos, e uma remistura com a participação de Elephant Man. Na Europa, o tema também foi comercializado em versão CD single, possuindo as duas mesmas músicas que a edição digital do single. Foram ainda editados dois maxi singles, ambos com a mesma constituição à exceção da segunda faixa, sendo que o primeiro continha "There's A Thug In My Life" e a versão britânica "Should I?", com a participação da banda J-Status. Na iTunes Store também foi disponibilizada um extended play (EP) digital denominado "Dance Remixes" com duas músicas remisturadas.
| Descarga digital |                                                  |         |  |
| N.º              | Título                                           | Duração |  |
| 1.               | "Pon de Replay" (edição de rádio)                | 3:35    |  |
| 2.               | "Pon de Replay" (com Elephant Man) (Remix Clean) | 3:39    |  |
| Duração total:   | Duração total:                                   | 7:14    |  |

| CD single      |                                                  |         |  |
| N.º            | Título                                           | Duração |  |
| 1.             | "Pon de Replay" (edição de rádio)                | 3:35    |  |
| 2.             | "Pon de Replay" (com Elephant Man) (Remix Clean) | 3:39    |  |
| Duração total: | Duração total:                                   | 7:14    |  |

| Maxi single    |                                      |         |  |
| N.º            | Título                               | Duração |  |
| 1.             | "Pon de Replay"                      | 3:36    |  |
| 2.             | "There's A Thug In My Life"          | 3:34    |  |
| 3.             | "Pon de Replay" (Cotto's Replay Dub) | 6:48    |  |
| 4.             | "Pon de Replay" (instrumental)       | 4:05    |  |
| Duração total: | Duração total:                       | 19:03   |  |

| Maxi single (versão britânica) |                                      |         |  |
| N.º                            | Título                               | Duração |  |
| 1.                             | "Pon de Replay"                      | 3:38    |  |
| 2.                             | "Should I?" (com J-Status)           | 3:09    |  |
| 3.                             | "Pon de Replay" (Cotto's Replay Dub) | 6:51    |  |
| 4.                             | "Pon de Replay" (instrumental)       | 4:05    |  |
| Duração total:                 | Duração total:                       | 18:38   |  |

| EP digital "Dance Remixes" |                                              |         |  |
| N.º                        | Título                                       | Duração |  |
| 1.                         | "Pon de Replay" (Pon De Club Play Version)   | 7:32    |  |
| 2.                         | "Pon de Replay" (Cotto's Replay Dub Version) | 6:47    |  |
| Duração total:             | Duração total:                               | 14:19   |  |

## Desempenho nas tabelas musicais
Nos Estados Unidos, "Pon de Replay" estreou na nonagésima sétima posição na Billboard Hot 100, tornando-se a música com mais reproduções em rádio na semana. Chegou à segunda posição a 30 de julho de 2005, sendo barrada por "We Belong Together" de Mariah Carey que permaneceu no topo por catorze semanas não-consecutivas. O tema esteve durante doze edições nas dez mais vendidas no país e vinte e três totais em permanência na tabela musical. Também conseguiu chegar à primeira posição na Dance/Club Play Songs e Digital Songs, e segundo lugar na Pop Songs. A faixa acabou por ser certificada com platina pela Recording Industry Association of America (RIAA) a 26 de outubro de 2007, pelas vendas de um milhão no território. Na Nova Zelândia, debutou na 37.ª posição a 15 de agosto de 2005 e conseguiu atingir a liderança na sua nona semana de permanência. Na Austrália, estreou-se na décima terceira posição na ARIA Singles Chart a 25 de setembro, e chegou ao sexto lugar. Foi certificada com disco de platina pela Australian Recording Industry Association (ARIA), denotando as 70 mil cópias distribuídas em território australiano.
A música obteve um desempenho comercial moderado na Europa, entrando nas dez mais vendidas. Na Suíça, a canção debutou em oitavo lugar na Schweizer Hitparade a 11 de setembro de 2005, e alcançou o terceiro como melhor por três semanas consecutivas. A canção conseguiu ainda chegar às vinte mais vendidas em certos países, como na Alemanha, Áustria, Bélgica, Dinamarca, Finlândia, França, Irlanda, Itália e Suíça. No Reino Unido, "Pon de Replay" estreou e obteve como melhor posição a segunda na UK Singles Chart a 3 de setembro de 2005, atrás de "The Importance of Being Idle" da banda de rock Oasis. A obra ficou no segundo lugar por mais uma semana, e permaneceu por mais quatro semanas nas dez mais vendidas.
| Tabela musical (2005)                            | Melhor posição |
| ------------------------------------------------ | -------------- |
| Alemanha - Media Control AG                      | 6              |
| Austrália - ARIA Singles Chart                   | 6              |
| Áustria - Ö3 Austria Top 40                      | 5              |
| Bélgica - Ultratop (Flandres)                    | 5              |
| Bélgica - Ultratop (Valónia)                     | 14             |
| Dinamarca - Tracklisten                          | 5              |
| Espanha - PROMUSICAE                             | 18             |
| Estados Unidos - Billboard Hot 100               | 2              |
| Estados Unidos - Billboard Dance/Club Play Songs | 1              |
| Estados Unidos - Billboard Pop Songs             | 24             |
| Estados Unidos - Billboard Rap Songs             | 7              |
| Europa - European Hot 100                        | 2              |
| Finlândia - Suomen virallinen lista              | 8              |
| França - SNEP                                    | 18             |
| Hungria - Single Top 10                          | 5              |
| Irlanda - Top 50 Singles'                        | 2              |
| Itália - FIMI                                    | 6              |
| Nova Zelândia - RIANZ                            | 1              |
| Noruega - VG-lista                               | 3              |
| Países Baixos - Mega Single Top 100              | 15             |
| Reino Unido - UK Singles Chart                   | 2              |
| Suécia - Sverigetopplistan                       | 5              |
| Suíça - Schweizer Hitparade                      | 3              |

| Tabela musical (2005-2006)           | Posição |
| ------------------------------------ | ------- |
| Austrália - ARIA Singles Chart       | 39      |
| Áustria - Ö3 Austria Top 40          | 32      |
| Bélgica - Ultratop (Flandres)        | 28      |
| Bélgica - Ultratop (Valónia)         | 72      |
| Dinamarca - Tracklisten              | 82      |
| Estados Unidos - Billboard Hot 100   | 18      |
| Estados Unidos - Billboard Pop Songs | 11      |
| Europa - European Hot 100            | 17      |
| Hungria - Mahasz                     | 77      |
| Itália - FIMI                        | 43      |
| Reino Unido - UK Singles Chart       | 4       |
| Suécia - Sverigetopplistan           | 42      |
| Suíça - Schweizer Hitparade          | 19      |

| País           | Provedor | Certificação |
| -------------- | -------- | ------------ |
| Austrália      | ARIA     | Platina      |
| Dinamarca      | IFPI     | Ouro         |
| Estados Unidos | RIAA     | 2× Platina   |
| Reino Unido    | BPI      | Prata        |
| Suécia         | IFPI     | Ouro         |

## Créditos
Todo o processo de elaboração da canção atribui os seguintes créditos pessoais:
- Rihanna – vocalista principal, vocais de apoio;
- Alisha Brooks - composição;
- Vada Nobles - composição, produção, mistura;
- Evan Rogers - composição, produção
- Carl Sturken - composição, produção, teclado;
- Al Hemberger - gravação;
- Jason Groucott - mistura;
- Roy Matthews- assistência de engenharia.

## Histórico de lançamento
"Pon de Replay" começou a ser reproduzida nas rádios norte-americanas a 14 de junho de 2005, marcando a estreia da cantora. Digitalmente, foi disponibilizada na iTunes Store a 22 de agosto em maior parte dos países, e passados alguns meses, nomeadamente Reino Unido e Alemanha, também receberam comercialização em CD single.
| País           | Data                  | Formato                                  | Editora(s) discográfica(s) |
| -------------- | --------------------- | ---------------------------------------- | -------------------------- |
| Estados Unidos | 24 de maio de 2005    | Vinil                                    | Def Jam                    |
| Estados Unidos | 14 de junho de 2005   | Rádio mainstream                         | Def Jam                    |
| Alemanha       | 22 de agosto de 2005  | CD single, maxi single, descarga digital | Def Jam                    |
| Austrália      | 22 de agosto de 2005  | Descarga digital                         | Def Jam                    |
| Brasil         | 22 de agosto de 2005  | Descarga digital                         | Def Jam                    |
| Países Baixos  | 22 de agosto de 2005  | Descarga digital                         | Def Jam                    |
| Portugal       | 22 de agosto de 2005  | Descarga digital                         | Def Jam                    |
| Reino Unido    | 22 de agosto de 2005  | Descarga digital                         | Def Jam                    |
| Estados Unidos | 26 de agosto de 2005  | Descarga digital                         | Def Jam                    |
| Reino Unido    | 11 de outubro de 2005 | CD single, maxi                          | Def Jam                    |